# Đặc tiến Kim tử Vinh lộc Đại phu
Đặc tiến Kim tử Vinh lộc Đại phu (特進金紫榮祿大夫) là hàm tản quan để dành cho quan văn giữ phẩm hàm chính nhất phẩm. Được đặt ra từ thời Lê Thánh Tông.
Nghĩa xuất phát từ Kim ấn, Tử thao (ấn vàng, đai tía) dành chỉ quan chính nhất phẩm.
Đại Việt Sử Ký Toàn Thư (Toàn Thư) – Bản kỷ, quyển 20, trang 473:
"…Tản quan bên văn, từ chính nhất phẩm sơ thụ Đặc tiến Kim tử Vinh lộc Đại phu, cho đến chính cửu phẩm sơ thụ Tướng sĩ Thứ lang, gồm 9 phẩm, đều có chính, tùng. Tản quan bên võ từ chính nhất phẩm sơ thụ Đặc tiến Phụ quốc Thượng tướng quân đến tòng lục phẩm sơ thụ Quả cảm tướng quân, gồm 6 phẩm đều có chính, tùng…"
Khâm Định Việt Sử Thông Giám Cương Mục – Chính biên, quyển 22, trang 530:
"Những người giữ chức quan chính nhất phẩm: về văn giai thì thăng thụ là Đặc tiến Kim tử Vinh lộc Đại phu, gia thụ là Đặc tiến Khai phủ Kim tử Vinh lộc Đại phu; về võ giai thì thăng thụ là Đặc tiến Phụ quốc Thượng tướng quân, gia thụ là Khai quốc Thượng tướng quân".
Mục Quan Chức Chí trong Lịch Triều Hiến Chương Loại Chí của Phan Huy Chú ghi rõ:
"Đối tượng là tản quan, Lê Thánh Tông để ra những cấp bậc phong ban cụ thể, tiêu chí phân định là "hàm" ".
- Nếu tản quan là quan văn thì:

Chính nhất phẩm được hàm Đặc tiến Kim tử Vinh lộc Đại phu, tùng nhất phẩm được hàm Sùng tiến Tuyên lộc Đại phu.
Chính nhị phẩm hàm Quang lượng Đại phu, tòng nhị phẩm hàm Phụng trực Đại phu.
Chính tam phẩm hàm Thông chương Đại phu, tòng tam phẩm hàm Gia hành Đại phu.
Chính tứ phẩm hàm Trung trinh Đại phu, tòng tứ phẩm hàm Triều liệt Đại phu.
Chính ngũ phẩm hàm Hoằng tín Đại phu, tòng ngũ phẩm hàm Hiển cung Đại phu.
Chính lục phẩm hàm Mậu lâm Lang, tòng lục phẩm hàm Mậu lâm Tá lang.
Chính thất phẩm hàm Cẩn sự Lang, tòng thất phẩm hàm Cẩn sự Tá lang.
Chính bát phẩm hàm Tiến công Lang, tòng bát phẩm hàm Tiến công Thứ lang.
Chính cửu phẩm hàm Tướng sĩ Lang, tòng cửu phẩm hàm Tướng sĩ Thứ lang.
- Nếu tản quan là quan võ, hàm lần lượt là:

Chính nhất phẩm được hàm Đặc tiến Phụ quốc Thượng tướng quân, Tòng nhất phẩm hàm Sùng tiến Trấn quốc Đại tướng quân.
Chính nhị phẩm hàm Chiêu nghị tướng quân, tòng nhị phẩm hàm Võ huân tướng quân.
Chính tam phẩm hàm Anh liệt tướng quân, tòng tam phẩm hàm Minh dực tướng quân.
Chính tứ phẩm hàm Hoài viễn tướng quân, tòng tứ phẩm hàm Trì uy tướng quân.
Chính ngũ phẩm hàm Kiệt trung tướng quân, tòng ngũ phẩm hàm Tráng tiết tướng quân.
Chính lục phẩm hàm Phấn lực tướng quân, tòng lục phẩm hàm Quả nghị tướng quân.
- Đối tượng phong tước là "nội quan":

Chính tam phẩm được hàm Thị trung lệnh, tòng tam phẩm hàm Phó Thị trung lệnh.
Chính tứ phẩm hàm Bật trực lệnh, tòng tứ phẩm hàm Phó Bật trực lệnh.
Chính ngũ phẩm hàm Hiệp lượng lệnh, tòng ngũ phẩm hàm Phó Hiệp lượng lệnh.
Chính lục phẩm hàm Sùng liêm chính, tòng lục phẩm hàm Phó Sùng liêm chính.
Chính thất phẩm hàm Thuần lương chính, tòng thất phẩm hàm Phó Thuần lương chính.
Chính bát phẩm hàm Sức tu chính, tòng bát phẩm hàm Phó Sức tu chính.
Chính cửu phẩm hàm Lịch sứ chính, tòng cửu phẩm hàm Phó Lịch sứ chính
Về sau hàm tản quan này còn là vinh hàm để ban cho một số quan lại có công lớn.

## Chú dẫn
1. ↑  tản quan: danh hiệu mang ý nghĩa tôn vinh dành cho các bậc Đại phu, các quan chức cao cấp trong thời phong kiến ở Trung Quốc, Việt Nam. Thường có Triều liệt đại phu, Vinh lộc đại phu, Tuyên lộc đại phu, vv. thứ bậc tản quan thường dựa vào thể chế 9 phẩm (18 bậc chánh và tòng) để ban cấp
2. ↑  Lịch triều hiến chương loại chí - Phan Huy Chú/ Quan chức chí